# Образцов, Игорь Станиславович
И́горь Станисла́вович Образцо́в (род. 21 октября 1995) — российский легкоатлет, специалист по бегу на короткие дистанции. Выступает на профессиональном уровне с 2014 года, многократный чемпион России в спринтерских дисциплинах, победитель и призёр ряда крупных всероссийских стартов. Представляет Ульяновскую область. Мастер спорта России международного класса.

## Биография
Игорь Образцов родился 21 октября 1995 года. Начал заниматься лёгкой атлетикой в 2013 году в Ульяновске, проходил подготовку под руководством тренеров А. В. и А. С. Фоминых.
Первого серьёзного успеха на всероссийском уровне добился в сезоне 2015 года, когда на чемпионате России в Чебоксарах с командой Ульяновской области выиграл серебряную медаль в зачёте эстафеты 4×100 метров.
В 2016 году в беге на 60 метров превзошёл всех соперников на турнирах «Оренбургская миля» и «Русская зима», на молодёжном всероссийском первенстве в помещении в Волгограде, вновь стал серебряным призёром в эстафеты 4×100 метров на чемпионате России в Чебоксарах.
В 2017 году был лучшим на Мемориале Яламова в Екатеринбурге и на «Оренбургской миле», получил серебро на «Русской зиме», взял бронзу на зимнем чемпионате России в Москве. Летом победил на молодёжном всероссийском первенстве в Саранске и на Кубке России в Ерино, финишировал вторым на Мемориале братьев Знаменских в Жуковском. На летнем чемпионате России в Жуковском завоевал бронзовую награду в беге на 100 метров и золотую в эстафете 4×100 метров.
В 2018 году одержал победу на Мемориале Яламова в Екатеринбурге и на «Оренбургской миле», стал вторым на «Русской зиме», третьим на зимнем чемпионате России в Москве. Позднее победил на командном чемпионате России в Смоленске, на Мемориале братьев Знаменских в Жуковском, занял третье место на летнем чемпионате России в Казани.
В 2019 году выиграл Мемориал Яламова в Екатеринбурге, Кубок губернатора в Новочебоксарске, «Оренбургскую милю», Мемориал Алексеева в Санкт-Петербурге, стал серебряным призёром на зимнем чемпионате России в Москве. Образцов сумел получить в World Athletics нейтральный статус для возможности участия в международных соревнованиях, однако вскоре по инициативе Athletics Integrity Unit статус был отозван из-за проваленного допинг-теста — РУСАДА обнаружило в пробе селективный модулятор андрогенных рецепторов LGD-4033 (лигандрол). Спортсмену грозила 4-летняя дисквалификация, но при поддержке правозащитника Сергея Лисина срок отстранения удалось сократить до 1 года — сторона защиты доказала, что запрещённое вещество попало в организм случайно вместе с некачественным БАДом.
В 2020 году на Кубке России в Брянске Игорь Образцов одержал победу сразу в двух дисциплинах: беге на 100 метров и эстафете 4×100 метров. На чемпионате России в Челябинске так же был лучшим в данных дисциплинах.
В 2021 году отметился победами на Мемориале Яламова в Екатеринбурге, на Кубке губернатора в Новочебоксарске, на «Оренбургской миле», на зимнем чемпионате России в Москве, на командном чемпионате России в Брянске, на летнем чемпионате России в Чебоксарах.
Среди достижений сезона 2022 года — победы на Мемориале Яламова в Екатеринбурге, на «Оренбургской миле», на «Русской зиме», на зимнем чемпионате России в Москве, на командном чемпионате России в Сочи, на Мемориале братьев Знаменских в Москве, на Мемориале Игнатьева в Чебоксарах, на Кубке России в Брянске, бронзовая награда на летнем чемпионате России в Чебоксарах.
В 2023 году превзошёл всех соперников на Мемориале Яламова в Екатеринбурге, на «Русской зиме», финишировал пятым на командном чемпионате России в Сочи, победил на Спринтерском фестивале в Москве и на Мемориале Игнатьева в Чебоксарах. Вынужден был прервать спортивную карьеру на короткий период из-за проблем со здоровьем, долго лечился от перитонита, перенёс тяжёлую операцию.
17 июня 2023 года сдал положительную допинг-пробу. Игорь был признан виновным в нарушении п. 4.1 («Наличие запрещённой субстанции, или её метаболитов, или маркеров в пробе, взятой у спортсмена») и п. 4.2 («Использование или попытка использования спортсменом запрещённой субстанции или метода») Общероссийских антидопинговых правил.
Дисквалификация Образцова отсчитывается от 29 мая 2024 года и будет действовать до 6 июля 2026 года с учётом отбытого срока временного отстранения с 7 июля 2023 года по 29 мая 2024 года .
За выдающиеся спортивные достижения удостоен почётного звания «Мастер спорта России международного класса».